# 27887 Kiyoharu
27887 Kiyoharu este o planetă minoră (asteroid), cu un diametru de 3,333 km, din centura de asteroizi. A fost descoperită pe 12 aprilie 1996 la Kitami Observatory⁠(d) de Kin Endate. 
Obiectul prezintă o orbită caracterizată de o semiaxă mare de 2,3497991 UAi, o excentricitate de 0,07, o înclinație de 6,71431 ° în raport cu ecliptica.